# Mario Girón
Mario Girón (Tegucigalpa, Francisco Morazán, Honduras; 28 de marzo de 1990) es un futbolista hondureño. Juega de Mediocampista y su actual equipo es el F.C. Buenaventura de la Liga de Ascenso de Honduras.

## Clubes
| Club              | País      | Año             |
| ----------------- | --------- | --------------- |
| Motagua           | Honduras  | 2010 - 2012     |
| Atlético Choloma  | Honduras  | 2012            |
| Valle F.C.        | Honduras  | 2013 - 2014     |
| Juticalpa F.C.    | Honduras  | 2014 - 2015     |
| Walter Ferretti   | Nicaragua | 2015 - 2016     |
| Juticalpa F.C.    | Honduras  | 2016 - 2017     |
| Génesis Huracán   | Honduras  | 2017 - 2020     |
| F.C. Buenaventura | Honduras  | 2022 - Presente |

## Palmarés

### Campeonatos nacionales
| Título                    | Club           | País     | Año  |
| ------------------------- | -------------- | -------- | ---- |
| Liga Nacional de Honduras | Motagua        | Honduras | 2011 |
| Apertura del Ascenso      | Juticalpa F.C. | Honduras | 2014 |
| Clausura del Ascenso      | Juticalpa F.C. | Honduras | 2015 |

## Curiosidades
- Durante su infancia fue el mejor amigo de Roger Rojas, también futbolista.